# Malekith el Maldito
Malekith el Maldito es un supervillano ficticio que aparece en los cómics estadounidenses publicados por Marvel Comics. Es gobernante de los Elfos Oscuros de Svartálfaheim y ha entrado en conflicto con Thor. Una vez utilizó el Cofre de los Antiguos Inviernos.
El personaje fue interpretado por Christopher Eccleston haciendo su debut en el Universo Cinematográfico de Marvel: Thor: The Dark World (2013) y será el villano de Thor y  Loki pero se escapó y la deja a kurse a eliminar a ellos.

## Historia de publicación
Creado por Walt Simonson, Malekith apareció por primera vez en Thor #344-349 (junio-noviembre de 1984). Posteriormente, apareció en los volúmenes #363 (enero de 1986), 366-368 (abril-junio de 1986), 485-487 (abril-junio de 1995), y 489 (agosto de 1995) de Thor.
Hizo apariciones especiales en Fuerza-X y Cable Anual 1997 y Heroes for Hire #14 (agosto de 1998) antes de volver a luchar contra Thor en Thor vol. 2, #29-32 (noviembre de 2000 - febrero de 2001). Más tarde apareció en The Incredible Hercules #134 (noviembre de 2009) y #136 (diciembre de 2009).

## Biografía del personaje ficticio
Malekith creció durante un tiempo de guerra en Svartalfheim. Doce de sus hermanos mayores murieron durante una guerra con los trolls. Su madre finalmente lo vendió por dos sacos de hígados de serpiente y medio barril de sapos en escabeche. Trabajó como quemador de cuerpos, que incineró cuerpos después de una batalla, hasta que fue capturado por trolls. En su prisión se encontró con un mago, que lo ayudó a escapar y lo tomó como aprendiz. Finalmente, el Mago quiso combinar sus poderes para la paz, pero Malekith se negó porque sentía que cualquier paz significaría que la guerra que lo había forjado no tendría sentido, haciendo de su existencia algo que no debía ser. Luego mató al mago, quien antes de morir marcó su rostro con cicatrices, y luego a su madre, llevándose a los perros de la caza salvaje.
Malekith atacó una alianza con Loki en nombre del demonio de fuego Surtur. Él tomó el control de varios humanos de la Tierra usando comida especial de las hadas proporcionada por Hela. Malekith luego mató a Eric Willis, guardián del Cofre de los Antiguos Inviernos, después de conocer su ubicación. Como Maestro de los Perros, Malekith cazó a Roger Willis, el hijo de Eric y nuevo guardián del Cofre. Malekith luchó con Thor, y secuestró a Lorelei. Usando a Lorelei como cebo, Malekith obligó a Thor a pelear con Algrim el Fuerte, uno de sus seguidores elfos oscuros, y luego intentó destruir a ambos combatientes al sumergirlos en un estanque de magma. Luego capturó el Cofre de los Antiguos Inviernos de Roger Willis. Malekith fue finalmente derrotado por Thor, pero no antes de que él destruyera el Cofre de los Antiguos Inviernos, liberando una fuerza glacial mágica en toda la Tierra. Malekith fue llevado como prisionero por Thor a Asgard.
Malekith después disfrazó a Loki como él mismo para tomar su lugar en el calabozo, mientras que él se disfrazó como Balder, quien estaba a punto de ser coronado rey de Asgard. Kurse, el ser conocido antes como Algrim, vio a través del disfraz de Malekith cuando llegó a la Ciudad de Asgard. Kurse luego le rompió el cuello a Malekith, matándolo.
Años más tarde, Malekith apareció estando vivo de nuevo. Disfrazándose de nuevo de Balder, él reclutó a Hércules para atacar a Alflyse, la Reina Elfa Oscura de las Cimas del Este, mientras estaba disfrazado de Thor. Su plan fue deshecho (en parte debido a la aparición de Thor disfrazado de Hércules), y fue derrotado fácilmente por Zeus.
Malekith resurgió de nuevo con la intención de recolectar los anillos de Mandarín. Los otros anfitriones portadores del anillo fueron más tarde a enfrentar su desaparición o mutilación a manos de Malekith. En la historia "Anillos del Mandarín", se revela que después de reclamar su reino Svartalfheim fue abordado por un anillo que buscaba un anfitrión, pero dobló su voluntad a la suya en lugar de dejarla controlar su mente. Él ahora ha comenzado una campaña para atacar a todos los demás "Mandarines" y tomar sus anillos, deseando "el set completo" antes de atacar a Tony Stark. Aunque por lo general es un enemigo de Thor y otros seres mágicos, su oposición a Iron Man está enraizada en la debilidad tradicional de los Elfos hacia el hierro.
Malekith, quien escapó de su prisión en Niffleheim, arrasa los nueve reinos en un camino de venganza, apuntando a cualquier elfo oscuro que no sea leal a él. A pesar de este fratricidio, el Consejo de elfos oscuros termina por elegirlo como su rey, ya que los Elfos Oscuros respetan a aquellos que temen. Sin embargo, la oposición a Malekith había unido a las otras razas de los reinos, causando un nuevo nivel de comprensión y cooperación. Los enemigos de los reinos tomaron nota de esto y también se unieron.
Malekith más tarde hace que Thor pierda su brazo izquierdo en combate después de que una mujer (que más tarde se reveló como Jane Foster) levantara a Mjolnir y obtuviera los poderes de Thor. Los planes de Malekith se cruzaron con el Minotauro de los deseos de Roxxon de obtener más fuentes de energía. Malekith y Minotauro llegaron a un acuerdo: Darío le daría la Calavera de Laufey a cambio de los derechos minerales de todos los reinos que Malekith conquista. Thor apareció en el techo de la Isla Roxxon para detener su trato, pero ella fue atacada por la Serpiente que estaba poseyendo la Armadura del Destructor. La Serpiente arrojó a Thor fuera de la Isla Roxxon y continuaron batallando en los campos petroleros de abajo. Después de volar, Malekith convenció a Minotauro para celebrar su trato en el camino de los Elfos Oscuros y los teletransportó a Alfheim donde mataron a varios Elfos de la Luz. Entonces Malekith y Minotauro fueron a Jotunheim. Usando la sangre de un centenar de Elfos de la Luz asesinados, Malekith realizó un hechizo que resucitó al Rey Laufey.
Como parte del evento All-New, All-Different Marvel, Malekith el Maldito aparece como miembro del Consejo Oscuro junto a Minotauro, Ulik, Laufey y algunos Fire Demons sin nombre. Como antes, Malekith se está enfocando en asesinar a los Elfos de la Luz.
Durante la historia de "La Guerra de los Reinos", Malekith comienza su invasión de Midgard haciéndose pasar por Loki y engañando a Thor para que se dirija a Jotunheim. Además, envió algunos asesinos de Elfos Oscuros tras Odin. Durante la batalla en Nueva York, Malekith llega con su Consejo Oscuro (formado por Encantadora, Kurse, Ulik, Minotauro y Svartalheim Bog Tiger). Después de que Loki salva a Frigga de Laufey, pelea con Malekith antes de que el Doctor Strange lo teletransporte. Cuando el Doctor Strange intenta hacer magia, se revela que Malekith contrató a un grupo de War Witches, lo que evita que Doctor Strange use su poder completo. Después de que Valquiría le compra al Doctor Strange el tiempo para alejar a todos, es decapitada por Malekith. Malekith destruye Europa y planea matar a Caballero Negro, Union Jack y Spitfire con la espada de ébano, cuando la Capitana Marvel llega con sus Vengadores de Guerra (que incluye Deadpool, Arma H, Soldado del Invierno, Capitán Britania, Sif y el simbionte Venom) para luchar contra Malekith. Mientras los Vengadores de Guerra luchan contra los Elfos Oscuros, el simbionte Venom intenta atacar a Malekith solo para ser absorbido por su espada. Malekith tortura al simbionte Venom e intenta domesticarlo mientras usa una daga de abismo viviente en el simbionte del Veneno para remodelarlo en el All-Black de Knull, diseñado para matar a los asgardianos. Malekith está contento de que sus fuerzas estén causando el caos alrededor de la Tierra. Frigga está ocupado luchando contra las hordas interminables cuando Malekith lanza el simbionte Venom como una lanza en el estómago de Frigga. Antes de que él pudiera matarla, Odin llega con su nueva armadura y le da tiempo a Frigga para que destruya el Black Bifrost Bridge, donde parece que los mata a los dos mientras derrota a las fuerzas de Malekith. Resulta que Odín y Frigga sobrevivieron donde Malekith el Maldito los está torturando con el simbionte Venom en Stonehenge. Cuando Odin le grita a Thor que no los rescate ya que es una trampa, Malekith lo apuñala para mantenerlo tranquilo. Sabiendo que el Cuerpo de Thor se acerca, Malekith el Maldito aumenta sus acólitos con el simbionte de Venom y luego se une con él. Frigga le dice a Malekith que debe huir mientras pueda, ya que Malekith planea causar la muerte de Thor. Odin le dice a Frigga que rece a Thor. Cuando llega el Cuerpo de Thor, Malekith usa los poderes del simbionte de Venom para hacer crecer alas mientras se declara el Carnicero de Thors. Malekith cubre el martillo dorado de Thor con el simbionte de Venom y lo llama el Martillo Negro de los Malditos. Cuando Malekith intenta atravesar a Jane Foster con su lengua, Thor entra en su estado de berserker y se arroja a Malekith mientras los otros Thors perciben los poderes de la Tempestad de Dios. El joven Thor del siglo VI corta el brazo de Malekith cuando Thor insta a Malekith a rendirse solo para que convoque a la Cacería Salvaje. Sin embargo, Malekith se encuentra en Niffleheim, donde Hela y Karnilla lo saludan y le revelan que sus sabuesos de Wild Hunt y el tigre de pantano de Svartalheim también murieron poco después de devorarlo donde fueron envenenados por la magia negra que había usado para doblegar el simbionte de Venom a su voluntad. Karnilla explica que cuando volvieron a ensamblar las piezas de su alma que habían sacado del estómago de la bestia, encontraron el último fragmento de su verdadero yo: el niño que había sufrido durante su infancia como víctima de la guerra. Hela y Karnilla le dicen a un horrorizado Malekith que su castigo será presenciar a su yo más joven pasar la eternidad con los sabuesos y el tigre de pantano de Svartalheim. Luego es encadenado a una roca con los ojos abiertos por Karnilla. Mientras Malekith pide misericordia, Los sabuesos Wild Hunt y el Svartalheim Bog Tiger son enviados a través de un portal a Valhalla, donde se transforman en cachorros y un cachorro de tigre, respectivamente. Luego se los ve felices jugando con el joven Malekith. Cuando el joven Malekith finalmente ha encontrado la paz y la felicidad, Malekith grita ante el tormento de tener que ver esto.

## Poderes y habilidades
Malekith tiene todos los atributos normales de un miembro de la raza de los elfos oscuros, aunque sus habilidades son el resultado de un desarrollo superior al promedio. Posee intelecto sobrehumano, fuerza, velocidad, resistencia, durabilidad, agilidad y reflejos.
Como un elfo oscuro, Malekith también tiene la capacidad de manipular las fuerzas de la magia para una variedad de efectos, como teletransportación, proyección de energía, maleabilidad física, vuelo (transformándose en niebla), lanzamiento de ilusión y la capacidad de cambiar la forma y Aparición de otros seres u objetos.
Malekith, como todos los Elfos Oscuros, tiene una vulnerabilidad al hierro, que interrumpe o cancela sus hechizos mágicos.

## Otras versiones

### Marvel Adventures
Malekith apareció en un volumen de Marvel Adventures: The Avengers donde intenta apoderarse de Asgard con la ayuda de los Gigantes de Hielo, pero fue derrotado por los esfuerzos combinados de los Vengadores, Thor y muchos otros guerreros asgardianos.

## En otros medios

### Televisión
- Malekith aparece en The Avengers: Earth's Mightiest Heroes episodio "El Cofre de los Antiguos Inviernos", con la voz de Quinton Flynn.[27] Al igual que la versión de los cómics, estaba en una alianza con Loki (aunque esta vez fue porque Loki lo resucitó a medias) y también fue después del cofre de los inviernos antiguos. Traicionar la confianza de Loki por la congelación de Skurge y Amora la Encantadora, fue capaz de acceder a su poder y trató de provocar un invierno sin fin en Midgard por su elfos oscuros, pero fue detenido por las fuerzas combinadas de Thor, Iron Man y Pantera Negra.
- Malekith aparece en Hulk y los agentes de S.M.A.S.H., episodio 19, "Por Asgard", con la voz de James C. Mathis III.[27] En esta versión, no tienen un mundo, así que él y sus elfos oscuros quieren apoderarse de cualquier mundo. Se enfrentan a Thor y los Tres Guerreros (Hogun, Fandral y Volstagg) en el monumento Stonehenge al querer conquistar la Tierra, pero con la llegada de Hulk, Red Hulk, A-Bomb, Skaar y She-Hulk, Malekith y sus elfos se retiraron. Poco después, Malekith regresa con un ejército al querer conquistar Asgard, y hacer caer los nueve reinos, que fue parte del plan de Loki. Hulk usa la espada de Odín para derrotar a Malekith, haciendo que todo su ejército se retire nuevamente.
- Una variante del universo alternativo de la encarnación de Malekith en el Universo cinematográfico de Marvel aparece en el episodio de What If...?, "What If... Howard the Duck Got Hitched?", con la voz de Steven French.[28]Él y sus fuerzas se encuentran entre los que tienen como objetivo al hijo no nacido de Howard el pato y Darcy Lewis solo para ser derribados por las energías que provienen de él.

### Películas
- En la película animada de Marvel Hulk vs Thor, Malekith hace un breve cameo al comienzo de la película.[29]
- Malekith el Maldito aparece en la película de Marvel Studios Thor: The Dark World (2013), interpretado por Christopher Eccleston.[30] Malekith lideró a su pueblo en una guerra contra los Asgardianos, usando una antigua arma conocida como el Aether, pero se pensó que habían sido destruidos miles de años atrás durante una batalla final contra el Rey Asgardiano Bor. Malekith había sobrevivido, sin embargo, y después de ocultarse durante miles de años, regresó durante la próxima Convergencia e intentó retomar el Aether y usa su poder para transformar el universo sumergiéndolo nuevamente en la oscuridad eterna. Antes de que su intento pudiera tener éxito, sin embargo, Malekith fue derrotado por el propio nieto de Bor, Thor, en la Batalla de Greenwich, lo que provocó su muerte.

### Videojuegos
- Malekith aparece como un jefe en Marvel: Avengers Alliance. Él aparece en la 14 ª Spec-Ops que gira en torno a la trama de Thor: The Dark World.
- Malekith aparece en Marvel Heroes.
- Malekith aparece en Lego Marvel Super Heroes,[31] interpretado por Stephen Stanton. En una misión de bonificación en Jotunheim, Malekith ha colaborado con Laufey, donde han capturado a Heimdall, causando que Thor y Loki rescaten a Heimdall. Thor y Loki son capaces de derrotar a Malekith y liberar a Heimdall.
- Malekith aparece como un personaje jugable en el juego móvil Marvel Future Fight.